# 玻璃偵探

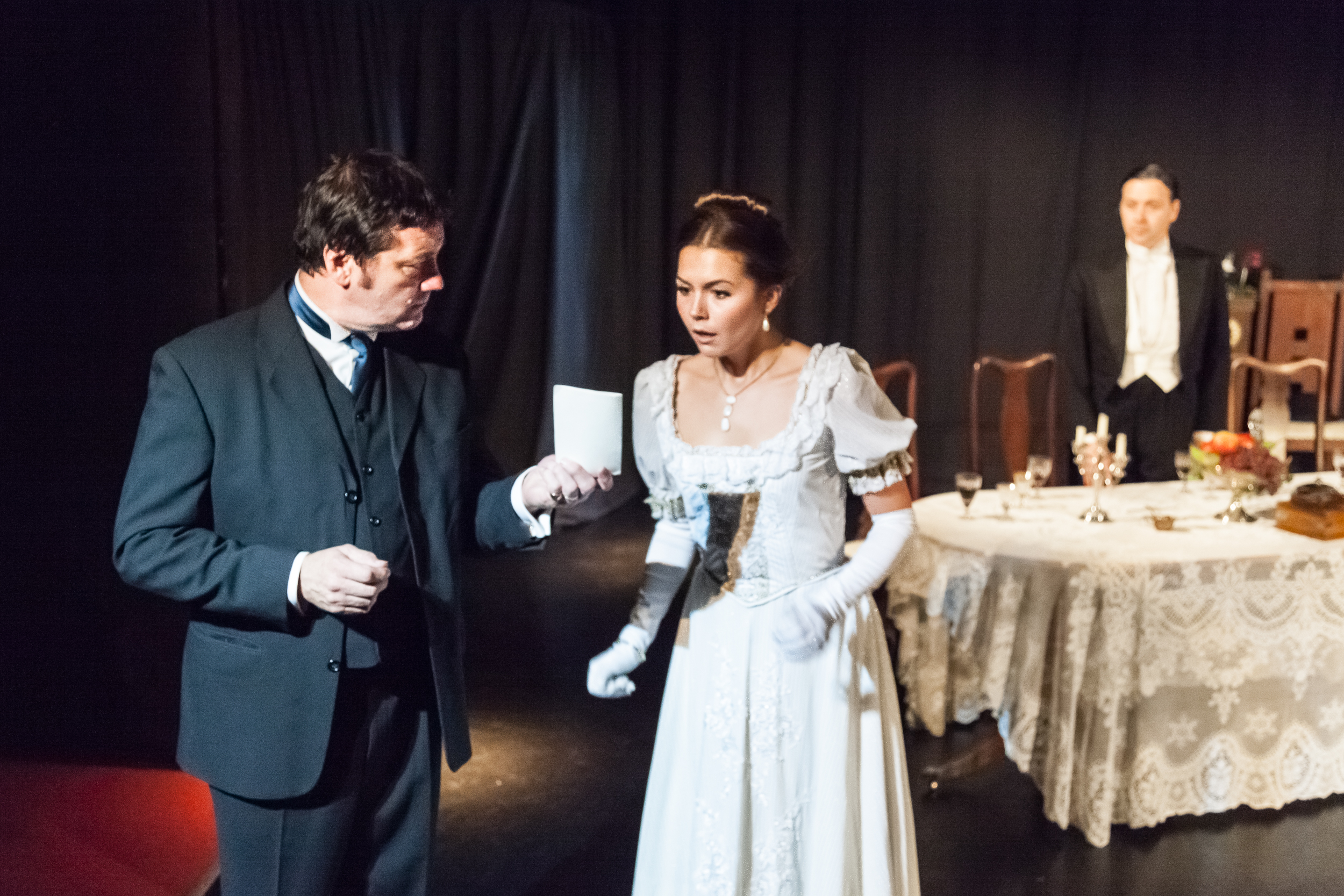
舞台劇 罪恶之家

《罪恶之家》（An Inspector Calls），是一部由英國劇作家普里斯特利（J.B.Priestley）所寫的戲劇，1945年先於蘇聯首演，其後1946年在英國演出。它是普里斯特利最出名的舞台作品，也被視為其中一個經典的二十世紀中期英語戲劇。這部戲劇的成功和名氣，更加因為英國導演史提芬·杜德利1992年成功地為皇家戲院重新上演該劇，和一個2011年至2012年在英國的巡迴演出而於近期有所增加。
這是一部三幕話劇，故事設定於1912年的一個晚上，圍繞著一個住在英國中北部地區工業城市堡寧幸福的中產階級家庭 。這個家庭被一位自稱為督察古爾的人調查，探員詢問他們有關一個年輕工人階級的女性，伊娃·史密斯（也被稱為黛絲·倫頓）的自殺。這個家庭被質問，揭露出他們有非法利用和剝削她，從而導致她自殺。這部戲劇一直以來也被視為經典的會客廳（drawing room）戲劇，也被視為一個對維多利亞和愛德華時代英國社會虛偽的尖鋭批判，也展示出普里斯特利的社會主義政治觀。這部戲劇是英國會考英國文學科的其中一個可以修讀的規定課文，也因此是很多英格蘭和威爾士中學的課程。

## 劇情
亞瑟·堡寧，一個富有的磨坊主人和地方政治家，正與其家人慶祝女兒絲娜和堡寧競爭者之子－哲勞的訂婚。另外，在場的有絲表·堡寧（亞瑟之妻）以及亞力（絲娜之弟）。用過晚飯後，亞瑟談到依靠自己的重要。他指出一個人必須開拓自己的道路，並且保護自身利益。
此時督察古爾到訪，解釋一名叫伊娃·史密斯的女子喝強力消毒劑自殺，並暗示她留下一本日記，當中提到堡寧家的人。古爾向亞瑟展示伊娃的照片，亞瑟認出她曾工作於他的磨坊，於１８個月前因參與罷工而被解雇。亞瑟否認要對她的死負責任。
絲娜進了房間，並加入討論。在古爾的誘導下，她承認在一家百貨公司見過伊娃，更曾誤會伊娃蔑視她而設法令她被解雇。絲娜承認伊娃是無辜的，其解雇出於絲娜對其美貌的妒忌。
這時絲表又進入房間，而古爾繼續審問，揭示伊娃曾易名為黛絲·蘭頓。哲勞開始驚慌，引起絲娜的懷疑。哲勞承認在劇院酒吧遇到該女人，並給她錢，約定下次再會。古爾揭露哲勞包養伊娃作情婦，更承諾為她提供金錢資助，後來卻拋棄了她。亞瑟和絲娜感到震驚。哲勞感到羞愧，步出房間。絲娜贊揚他勇於說出真相，但仍與他解除婚約。
古爾認出絲表為一婦女會的總裁，而伊娃曾向它求助。儘管絲表傲慢的回應，她最終承認伊娃，在懷孕和貧窮交迫下，向婦女會求助。絲表說服委員會伊娃是騙子，並駁回其申請。然而在古爾嚴厲的盤問下，絲表無悔意。絲娜懇求絲表停止。古爾則逼使絲表答應讓那「酗酒的青年男子」作出「公開道歉，並承擔責任」。
亞力進入房間，經古爾簡略盤問後，突然崩潰，承認自己醉酒後強迫伊娃性交，並在她懷孕後從父親公司偷了５０英鎊來打發她走。亞瑟和絲表崩潰，家人互相指責。
古爾指控他們導致伊娃自殺，並提醒布倫利伊一家（以及觀眾）三思而後行，皆因牽一髮動全身，又說「倘若人們不知悔改，將來就會被戰火蹂躝，血流成河，痛苦不堪」，然後就走了。
哲勞回來，告訴家人警局中並無「古爾督察」這一號人物。亞瑟致電警長，確實此事。哲勞指出既然古爾假冒警察，也許沒有女子自殺。打去醫院詢問，亦證實沒有。亞瑟，絲表及哲勞慶祝起來，亞瑟更稱此事為「靠嚇的」。然而亞力和絲娜則醒悟其錯處，並承諾改善。哲勞打算回復婚約，絲娜卻感到猶豫，始終他有過外遇。
這時，亞瑟接到來電，發現一具女屍，懷疑是喝消毒藥水自殺的。而警察正前往調查堡寧一家。古爾乃何許人也，卒莫透露，然而堡寧一家的招認，卻是確實無誤。伊娃沉冤得雪之日，正是他們為世人唾罵之日。

## 角色表
亞瑟•堡寧（Arthur Birling）
亞瑟•堡寧是一個看似嚴肅, 自命不凡的五十歲中年男子。他是絲表•堡寧的丈夫、絲娜•堡寧和亞力•堡寧的父親。他代表當時的資本家統治階級和父權家庭結構的領導者，並經常自豪地將自己描述為一個「精明商人」，亦可以說是作者普里斯特利的主要社會批判對象。在故事中，他一直堅持自己無須為伊娃•史密斯/黛絲•蘭頓的死負責，並以降低勞工成本及平息異議等「商業決定」為由，為自己解雇伊娃•史密斯一事辯護，表現出他專橫、高傲、自我中心、毫無道德觀念等性格特徵。僅管他很有威嚴，於經濟及政治方面亦有一定地位，然而他誇獎廚師以及反覆強調自己在社會上的重要性（在劇中他多次提及自己是一名高級行政官以及前任布倫利市長；他又對未來進行一系列詳細的預測，當然觀眾知道他說的全都不會實現）等行為，均顯示他的社會地位較妻子為低。他對於他的女兒與哲勞•郭夫訂婚所帶來的經濟及社會聲望感到高興，對於古爾侵擾其家庭的行為感到憤恨。他一直對伊娃•史密斯/黛絲•蘭頓的死漠不關心，他真正關心的是如何維護自己的社會地位、如何避免因醜聞而帶來的公眾輿論困擾、要求亞力•堡寧解釋並歸還盜去的公司資財以及要求絲娜•堡寧與哲勞•郭夫重新訂婚以維持堡寧公司與郭夫公司日後合併的商業決定。
絲表•堡寧（Sybil Birling）
絲娜·堡寧（Shelia Birling）
亞力·堡寧（Eric Birling)
哲勞·郭夫（Gerald Croft）
古爾督察（Inspector Goole）
伊娃·史密斯/黛絲·蘭頓（Eva Smith/Daisy Renton）
愛娜（Edna）

## 延伸閱讀
- Priestley, J. B.  First. London: Heinemann. 1947. OCLC 59564726.

## 外部連結
- An Inspector Calls （页面存档备份，存于） at the Internet Broadway Database
- 互联网电影数据库（IMDb）上《An Inspector Calls (2018)》的资料（英文）
- 互联网电影数据库（IMDb）上《浮華宴 (2015)》的资料（英文）
- 互联网电影数据库（IMDb）上《An Inspector Calls (2015)》的资料（英文）
- 互联网电影数据库（IMDb）上《An Inspector Calls (1954)》的资料（英文）